# Acarnus ternatus
Acarnus ternatus är en svampdjursart som beskrevs av Ridley 1884. Acarnus ternatus ingår i släktet Acarnus och familjen Acarnidae. Inga underarter finns listade i Catalogue of Life.